# 泰勒鎮區 (密蘇里州沙利文縣)
泰勒鎮區（英語：Taylor Township）是位於美國密蘇里州沙利文縣的一個行政鎮區。

## 地方資料
泰勒鎮區的面積為93.84平方千米，當中陸地面積為93.28平方千米，而水域面積為0.56平方千米。根據2020年美國人口普查的數據，當地共有人口114人，而人口密度為每平方千米1.21人。